# 마쓰이 야스히데
마쓰다이라 야스히데(일본어: 松平康英, 1830년 7월 16일 ~ 1904년 7월 5일)는 일본 에도 시대의 다이묘, 로주이다. 통칭은 만타로(万太郎)이며, 초명은 야스나오(康直)이다.
막부의 신하로 5천 석 요리아이석인 마쓰다이라 야스마사의 맏아들로 에도에서 태어났다. 1847년 음력 12월 10일, 아버지가 은거하자 가문을 계승했다. 1851년 음력 9월부터 1852년 음력 9월까지 슨푸 가반(駿府加番)을 맡았으며, 1855년 음력 7월 19일, 가지바미마와리야쿠(火事場見廻役)로 이직하였다. 1858년 음력 11월 29일에는 요리아이 기모이리(寄合肝煎), 같은 해 12월 8일에는 강무소 수석, 1859년에는 가이코쿠 봉행에 취임하였고, 종5위하, 이와미노카미에 서임되었고, 가나가와 봉행도 겸직하였다.
만엔 원년 9월 15일, 가이코쿠 봉행에서 면직되어 가나가와 봉행 전임이 되었다. 그러나 분큐 원년 4월 12일에 다시 가이코쿠 봉행을 겸직하여, 8월 21일에는 에도, 오사카, 효고, 니가타의 개항 연기와 러시아와의 쿠릴 열도・사할린섬 국경 획정 교섭을 위해 유럽으로 갈 것을 명령받고, 그해 12월 22일 교섭 사절단의 부사 자격으로 출국, 이듬해인 분큐 2년 12월 11일에 귀국하였다. 귀국한 직후인 28일에 가나가와 봉행직에서 파면되었고 가이코쿠 봉행 전임이 되었으며, 이튿날에는 영지 3천 석을 추가로 받았다. 분큐 3년 7월 20일에는 센고쿠 소동에 연좌되어 삭감되었던 2천 5백 석을 다시 지급받아 종래의 5천 석으로 돌아왔다. 8월 14일에는 간조부교에 임명되었고, 겐지 원년 6월 24일에는 오메쓰케, 29일에는 마치부교에 임명되었으며, 11월 20일에 종가인 다나구라번 마쓰다이라 가문을 계승하였다.
겐지 2년 1월 11일에 스오노카미에 서임되었고, 그 달에 이름을 야스히데로 개명하였다. 20일, 소자반 겸 지샤부교에 임명되어, 3월 8일 우쓰노미야 번으로의 전봉을 명령받는다. 게이오 원년 4월 12일에 로주에 임명되었고, 25일에는 외국 사무 처리를 담당하면서, 28일에 종4위하에 서임되었다. 10월 15일, 우쓰노미야로의 전봉이 취소되었고 2만 석을 추가로 받았으나, 이튿날 로주직을 사퇴하였다. 하지만 한 달 뒤 다시 임명되어 이전처럼 외국 관련 사무를 맡았다.
게이오 2년 4월 12일에는 해군 관련 사무도 겸임했으며, 6월 19일에 시라카와번으로의 전봉 명령이 있었으나, 전 시라카와 번주인 아베씨의 사정으로 전봉이 어려워지자 10월 27일 가와고에번으로 옮겨가게 되었다. 게이오 3년 5월 12일, 회계 총재를 겸임하면서 외국, 해외 관련 업무는 면제되었다. 게이오 4년 2월 5일, 로주직에서 파면되었고, 4월 14일에 메이지 정부로부터 근신 명령을 받았고 1개월 후 근신 해제되었다. 메이지 2년 4월 10일, 양자인 마쓰다이라 야스토시에게 가문을 계승케 하고 은거하였다. 이후 메이지 20년(1887년)에 정4위, 26년(1893년)에 정3위, 37년(1904년)에 종2위에 서임되었고, 그 해 75세의 나이로 사망하였다.
| 전임 사사키 아키노부 | 에도 남정봉행 1864년 | 후임 아리마 노리아쓰 |

| 전임 마쓰다이라 야스히로 | 제4대 다나구라번 번주 (마쓰이 마쓰다이라가) 1864년 ~ 1866년 | 후임 아베 마사키요 |

| 전임 마쓰다이라 나오카쓰 | 제1대 가와고에번 번주 (마쓰이 마쓰다이라가) 1866년 ~ 1869년 | 후임 마쓰다이라 야스토시 |